# 田村広域行政組合
田村広域行政組合（たむらこういきじぎょうくみあい）は、かつて福島県にあった一部事務組合で、ごみ処理、し尿収集、浄化槽清掃の業務を行っていた。福島県田村市、三春町、小野町の1市2町で構成していた。2023年3月31日解散。

## 概要
1965年（昭和40年）に田村郡（当時）の7町村で設立された田村地方衛生処理組合を前身とする。
ごみ焼却施設が田村市と三春町にあり、2016年（平成28年）に焼却施設の東部環境センターへの集約を決定。そのため組合規約の改正が必要となり、組合を構成する3市町の市長及び町長、田村市議会と小野町議会が同意した。しかし、三春町議会は2カ所のまま当面維持した方が事業費を抑えることができるなどの理由から継続審査とした。
2019年の組合理事会で東部環境センターへの集約は白紙となった。
これを受けて田村市議会は2019年3月の臨時市議会で田村広域行政組合からの脱退案を可決し、2023年（令和5年）3月31日で脱退する予告通知を行った。また、2019年6月には小野町議会が田村広域行政組合からの脱退案を可決した。
組合の継続は困難なことから2023年（令和5年）3月31日で解散することになった。ただし、解散後も協議は継続される見通しとなっている。

## 構成市町村
福島県田村市、三春町、小野町の1市2町

## 施設
- ごみ処理
  - 田村東部環境センター（田村市滝根町）
  - 田村西部環境センター（三春町）
- し尿処理
  - 田村地方衛生処理センター（田村市船引町）
- 最終処分場
  - 田村広域一般廃棄物最終処分場（田村市常葉町）

組合解散後の2023年度から田村東部環境センターはたむらクリーンセンター、田村地方衛生処理センターはたむら衛生処理センター、田村広域一般廃棄物最終処分場はたむら一般廃棄物最終処分場に名称を変更。2023年度からごみ処理施設は東部施設を田村市、西部施設を三春町が運営し、小野町は田村市にごみ処理を委託する。また三春町の西部施設でも従来と同じく田村市のごみの一部が処理される見込みである。

## 所在地
- 福島県田村郡三春町大字熊耳字下荒井176-1